# Apenesia conradti
Apenesia conradti (лат.) — вид ос-бетилид рода Apenesia из подсемейства Pristocerinae  (Chrysidoidea, Hymenoptera). Центральная Америка.

## Распространение
Африка (Камерун).

## Описание
Относительно крупные осы-бетилиды. Длина тела около 8 мм. Тело коричневое. Жвалы с 2 апикальными зубцами. Глаза эллиптические, с 12 фасетками. Наличник заходит на лоб, срединная лопасть с вогнутым верхушечным краем, край с немногочисленными щетинками, срединный киль отсутствует. Щёчное пространство немного короче длины глаза. Голова субквадратная, длина равна 0,95 ширины, бока выпуклые, темя прямое, затылочный киль при виде сверху не виден. Дорсальное поле переднеспинки с параллельным боковым краем, боковыми сторонами расходящимися вниз, передний край с выемкой посередине. Брюшко намного длиннее головы и груди вместе, петиоль длинныйГолова шире, чем мезосома. Усики 12-члениковые. Нижнечелюстные щупики 4-члениковые, а нижнегубные состоят из 3 сегментов. Вид был впервые описан в 1910 году, а его валидный статус подтверждён 2020 году бразильскими гименоптерологами Isabel D.C.C. Alencar (Instituto Federal de Educação, Ciência e Tecnologia do Espírito Santo, Витория, Эспириту-Санту, Бразилия) и Celso O. Azevedo (Universidade Federal do Espírito Santo, Departamento de Biologia, Эспириту-Санту, Бразилия).